# Poskam
Poskam (âm Hán Việt: Trạch Phổ, chữ Hán giản thể: 泽普县) là một huyện thuộc địa khu Kashgar, Tân Cương, Cộng hòa Nhân dân Trung Hoa. Huyện này có diện tích 985 ki-lô-mét vuông, dân số năm 2002 là 180.000 người. Về mặt hành chính, huyện này được chia thành 1 khu công sở, 2 trấn, 10 hương.
- Trấn: Poskam, Y-ba-cách.
- Hương: Ba-tư-khách-mộc, Y-mã, Cổ-lặc-ba-cách, Tái-lực, Y-khắc-tô, Đồ-hô-kỳ, Khuê-y-ba-cách, A-khắc-tháp-mộc, A-y-khố-lặc, hương dân tộc Bố-y-lỗ-khắc-tháp-cát-khắc-tộc.
- Hương:

## Khí hậu
| Dữ liệu khí hậu của Poskam, elevation 1.275 m (4.183 ft), (1991–2020 normals, extremes 1981–2010) | Dữ liệu khí hậu của Poskam, elevation 1.275 m (4.183 ft), (1991–2020 normals, extremes 1981–2010) | Dữ liệu khí hậu của Poskam, elevation 1.275 m (4.183 ft), (1991–2020 normals, extremes 1981–2010) | Dữ liệu khí hậu của Poskam, elevation 1.275 m (4.183 ft), (1991–2020 normals, extremes 1981–2010) | Dữ liệu khí hậu của Poskam, elevation 1.275 m (4.183 ft), (1991–2020 normals, extremes 1981–2010) | Dữ liệu khí hậu của Poskam, elevation 1.275 m (4.183 ft), (1991–2020 normals, extremes 1981–2010) | Dữ liệu khí hậu của Poskam, elevation 1.275 m (4.183 ft), (1991–2020 normals, extremes 1981–2010) | Dữ liệu khí hậu của Poskam, elevation 1.275 m (4.183 ft), (1991–2020 normals, extremes 1981–2010) | Dữ liệu khí hậu của Poskam, elevation 1.275 m (4.183 ft), (1991–2020 normals, extremes 1981–2010) | Dữ liệu khí hậu của Poskam, elevation 1.275 m (4.183 ft), (1991–2020 normals, extremes 1981–2010) | Dữ liệu khí hậu của Poskam, elevation 1.275 m (4.183 ft), (1991–2020 normals, extremes 1981–2010) | Dữ liệu khí hậu của Poskam, elevation 1.275 m (4.183 ft), (1991–2020 normals, extremes 1981–2010) | Dữ liệu khí hậu của Poskam, elevation 1.275 m (4.183 ft), (1991–2020 normals, extremes 1981–2010) | Dữ liệu khí hậu của Poskam, elevation 1.275 m (4.183 ft), (1991–2020 normals, extremes 1981–2010) |
| Tháng                                                                                             | 1                                                                                                 | 2                                                                                                 | 3                                                                                                 | 4                                                                                                 | 5                                                                                                 | 6                                                                                                 | 7                                                                                                 | 8                                                                                                 | 9                                                                                                 | 10                                                                                                | 11                                                                                                | 12                                                                                                | Năm                                                                                               |
| ------------------------------------------------------------------------------------------------- | ------------------------------------------------------------------------------------------------- | ------------------------------------------------------------------------------------------------- | ------------------------------------------------------------------------------------------------- | ------------------------------------------------------------------------------------------------- | ------------------------------------------------------------------------------------------------- | ------------------------------------------------------------------------------------------------- | ------------------------------------------------------------------------------------------------- | ------------------------------------------------------------------------------------------------- | ------------------------------------------------------------------------------------------------- | ------------------------------------------------------------------------------------------------- | ------------------------------------------------------------------------------------------------- | ------------------------------------------------------------------------------------------------- | ------------------------------------------------------------------------------------------------- |
| Cao kỉ lục °C (°F)                                                                                | 19.5 (67.1)                                                                                       | 18.7 (65.7)                                                                                       | 30.1 (86.2)                                                                                       | 34.4 (93.9)                                                                                       | 36.1 (97.0)                                                                                       | 41.0 (105.8)                                                                                      | 38.5 (101.3)                                                                                      | 38.6 (101.5)                                                                                      | 34.0 (93.2)                                                                                       | 29.4 (84.9)                                                                                       | 25.4 (77.7)                                                                                       | 19.5 (67.1)                                                                                       | 41.0 (105.8)                                                                                      |
| Trung bình ngày tối đa °C (°F)                                                                    | 0.7 (33.3)                                                                                        | 6.7 (44.1)                                                                                        | 16.0 (60.8)                                                                                       | 23.7 (74.7)                                                                                       | 27.7 (81.9)                                                                                       | 31.2 (88.2)                                                                                       | 32.4 (90.3)                                                                                       | 30.7 (87.3)                                                                                       | 26.9 (80.4)                                                                                       | 20.8 (69.4)                                                                                       | 12.0 (53.6)                                                                                       | 2.7 (36.9)                                                                                        | 19.3 (66.7)                                                                                       |
| Trung bình ngày °C (°F)                                                                           | −5.2 (22.6)                                                                                       | 0.5 (32.9)                                                                                        | 9.2 (48.6)                                                                                        | 16.4 (61.5)                                                                                       | 20.2 (68.4)                                                                                       | 23.7 (74.7)                                                                                       | 25.0 (77.0)                                                                                       | 23.6 (74.5)                                                                                       | 19.2 (66.6)                                                                                       | 12.1 (53.8)                                                                                       | 4.1 (39.4)                                                                                        | −3.2 (26.2)                                                                                       | 12.1 (53.9)                                                                                       |
| Tối thiểu trung bình ngày °C (°F)                                                                 | −10.2 (13.6)                                                                                      | −4.7 (23.5)                                                                                       | 3.1 (37.6)                                                                                        | 9.7 (49.5)                                                                                        | 13.5 (56.3)                                                                                       | 16.9 (62.4)                                                                                       | 18.5 (65.3)                                                                                       | 17.5 (63.5)                                                                                       | 12.8 (55.0)                                                                                       | 5.2 (41.4)                                                                                        | −1.7 (28.9)                                                                                       | −7.6 (18.3)                                                                                       | 6.1 (42.9)                                                                                        |
| Thấp kỉ lục °C (°F)                                                                               | −23.3 (−9.9)                                                                                      | −23.0 (−9.4)                                                                                      | −7.2 (19.0)                                                                                       | 0.0 (32.0)                                                                                        | 4.5 (40.1)                                                                                        | 8.7 (47.7)                                                                                        | 10.9 (51.6)                                                                                       | 9.7 (49.5)                                                                                        | 4.3 (39.7)                                                                                        | −2.6 (27.3)                                                                                       | −11.5 (11.3)                                                                                      | −20.2 (−4.4)                                                                                      | −23.3 (−9.9)                                                                                      |
| Lượng Giáng thủy trung bình mm (inches)                                                           | 2.9 (0.11)                                                                                        | 3.1 (0.12)                                                                                        | 3.7 (0.15)                                                                                        | 4.7 (0.19)                                                                                        | 11.9 (0.47)                                                                                       | 11.6 (0.46)                                                                                       | 11.8 (0.46)                                                                                       | 11.0 (0.43)                                                                                       | 5.8 (0.23)                                                                                        | 1.0 (0.04)                                                                                        | 1.9 (0.07)                                                                                        | 1.6 (0.06)                                                                                        | 71 (2.79)                                                                                         |
| Số ngày giáng thủy trung bình (≥ 0.1 mm)                                                          | 2.3                                                                                               | 1.9                                                                                               | 1.4                                                                                               | 1.4                                                                                               | 3.3                                                                                               | 4.7                                                                                               | 4.2                                                                                               | 3.5                                                                                               | 2.4                                                                                               | 0.8                                                                                               | 0.5                                                                                               | 1.9                                                                                               | 28.3                                                                                              |
| Số ngày tuyết rơi trung bình                                                                      | 5.4                                                                                               | 3.1                                                                                               | 0.4                                                                                               | 0                                                                                                 | 0                                                                                                 | 0                                                                                                 | 0                                                                                                 | 0                                                                                                 | 0                                                                                                 | 0                                                                                                 | 0.6                                                                                               | 4.5                                                                                               | 14                                                                                                |
| Độ ẩm tương đối trung bình (%)                                                                    | 64                                                                                                | 55                                                                                                | 43                                                                                                | 39                                                                                                | 45                                                                                                | 47                                                                                                | 53                                                                                                | 58                                                                                                | 60                                                                                                | 58                                                                                                | 57                                                                                                | 67                                                                                                | 54                                                                                                |
| Số giờ nắng trung bình tháng                                                                      | 174.6                                                                                             | 179.2                                                                                             | 209.3                                                                                             | 222.6                                                                                             | 262.2                                                                                             | 297.6                                                                                             | 293.5                                                                                             | 264.7                                                                                             | 244.2                                                                                             | 248.9                                                                                             | 210.2                                                                                             | 173.9                                                                                             | 2.780,9                                                                                           |
| Phần trăm nắng có thể                                                                             | 57                                                                                                | 58                                                                                                | 56                                                                                                | 56                                                                                                | 59                                                                                                | 67                                                                                                | 66                                                                                                | 64                                                                                                | 67                                                                                                | 73                                                                                                | 71                                                                                                | 59                                                                                                | 63                                                                                                |
| Nguồn: China Meteorological Administration                                                        |                                                                                                   |                                                                                                   |                                                                                                   |                                                                                                   |                                                                                                   |                                                                                                   |                                                                                                   |                                                                                                   |                                                                                                   |                                                                                                   |                                                                                                   |                                                                                                   |                                                                                                   |